# カム・バック・トゥ・ミー
『カム・バック・トゥ・ミー』（Come Back to Me）はポップ、R&B歌手、Utadaの楽曲である。楽曲はUtadaとスターゲイトによって書かれ、Utada、スターゲイトとUtadaの父Sking U（宇多田照實）がプロデュースしている。『カム・バック・トゥ・ミー』は彼女の3枚目の英語アルバム『ディス・イズ・ザ・ワン』からの最初のシングルである。アメリカ合衆国ではビルボードホット・ダンス・クラブパーティ・チャートで最高5位、ザ・ポップ100で最高93位を記録した。

## 背景
『カム・バック・トゥ・ミー』の制作は2008年に始まった。Utadaが持っていった2、3のデモトラックをスターゲイトがプロデュースした。『カム・バック・トゥ・ミー』は、Utadaが「自然にリスナーに受け入れられる」「簡単に彼らに入る」と感じたので、リードシングルに選ばれた。

## 評価
『ブルー・マガジン』のアダム・ベンジャミン・イルビーは「マライア風の歌」と呼び、音楽的には『ウィ・ビロング・トゥゲザー』を思い出させると評した。

## チャート成績
シングルは2009年3月28日付けのビルボード ポップ100エアプレーで75位、ホット・ダンス・クラブパーティ・チャートで43位に入った。シングルは同チャートで69位と5位でそれぞれピークに達した。ビルボード ポップ100チャートでは2009年4月11日付けで93位で初登場した。同年5月9日付けのRhythmic Airplay Chartで39位に入った。

## ミュージック・ビデオ
『カム・バック・トゥ・ミー』のミュージック・ビデオはアンソニー・マンドラーが監督を務めた。2009年の1月27日、28日の2日間で撮影された。ビデオのテーマは1920年代のファッションスタイルである。
ビデオはVoxピアノを演奏するUtadaから始まる。彼女が歌って、元ボーイフレンドと共有される時代に追憶する。

## ヴァージョン
- カム・バック・トゥ・ミー (アルバム・ヴァージョン) 3:58
- カム・バック・トゥ・ミー (ラジオ・エディット) 3:58
- カム・バック・トゥ・ミー (インストルメンタル) 3:57
- カム・バック・トゥ・ミー (トニー・モラン & ワレン・リグ ラジオ・エディット) 4:33
- カム・バック・トゥ・ミー (トニー・モラン & ワレン・リグ クラブ・ミックス) 9:14
- カム・バック・トゥ・ミー (トニー・モラン & ワレン・リグ ダブ) 8:08
- カム・バック・トゥ・ミー (シーマス・ハジ & ポール・エマニュエル ラジオ・エディット) 4:05
- カム・バック・トゥ・ミー (シーマス・ハジ & ポール・エマニュエル クラブ・ミックス) 8:20
- カム・バック・トゥ・ミー (シーマス・ハジ & ポール・エマニュエル ダブ) 7:50
- カム・バック・トゥ・ミー (クゥエンティン・ハリス ラジオ・エディット) 4:24
- カム・バック・トゥ・ミー (クゥエンティン・ハリス クラブ・ミックス) 8:03
- カム・バック・トゥ・ミー (クゥエンティン・ハリス ダブ) 8:01
- カム・バック・トゥ・ミー (マイク・リゾ ラジオ・エディット) 3:15
- カム・バック・トゥ・ミー (マイク・リゾ ファンク・ジェネレーション・クラブ・ミックス) 7:56 [リリースされなかった - マイク・リゾ自身がリークした]

## チャート
| チャート（2009年）                 | 最高 順位 |
| ---------------------------------- | --------- |
| U.S. ビルボード Japan Hot 100      | 3         |
| U.S. Billboard Pop 100             | 93        |
| U.S. Billboard Rhythmic Top 40     | 39        |
| U.S. Billboard Hot Dance Club Play | 5         |
| U.S. Billboard Hot Dance Airplay   | 11        |
| U.S. Billboard Global Dance Tracks | 28        |

### チャート推移
| 先代 U2『ゲット・オン・ユア・ブーツ』 | Japan J-Wave Tokio Hot 100 number-one single 2009年3月22日 - 29日 | 次代 レミオロメン『Sakura』               |
| 先代 ザ・ヴェロニカズ『Untouched』    | Japan Zip FM Hot 100 number-one single 2009年3月29日              | 次代 フロー・ライダー『ライト・ラウンド』 |

## リリース日
| 国       | データ        | 規格                               |
| -------- | ------------- | ---------------------------------- |
| 日本     | 2009年1月21日 | エアプレー                         |
| 日本     | 2009年2月18日 | デジタル・ダウンロード             |
| アメリカ | 2009年2月10日 | エアプレー、デジタル・ダウンロード |